# ケルズの書
ケルズの書（ケルズのしょ、羅: Codex Cenannensis、愛: Leabhar Cheanannais、英: The Book of Kells）とは、8世紀に制作された聖書の手写本である。

## 概要
ラテン語の装飾写本の福音書。「ダロウの書」、「リンディスファーンの福音書」とともに三大ケルト装飾写本のひとつとされる。アイルランドの国宝となっており、世界で最も美しい本とも呼ばれる。
縦33cm、横24cm。豪華なケルト文様による装飾が施された典礼用の福音書で、四福音書（マタイによる福音書、マルコによる福音書、ルカによる福音書、ヨハネによる福音書）が収められている。言語はラテン語で、文字はインシュラー体。
イギリス、またはアイルランドのコルンバ修道院で制作され、グレートブリテンとアイルランドの両方からのさまざまなコルンバ修道院からの貢献があった可能性がある。西暦800年頃に制作されたと考えられている。福音書は主にウルガタから引用されているが、古ラテン語聖書として知られている以前の数々のラテン語聖書の総体から引用された聖句も含まれている。西洋書道の傑作であり、インシュラー芸術の頂点である。また、アイルランドの最高の国宝の1つとして広く知られている。ケルズ修道院で完成されたため、ケルズの書と呼ばれた。
ケルズの書の挿絵と装飾は、他のインシュラー福音書よりも豪華で複雑である。装飾は伝統的なキリスト教の図像とインシュラー芸術に典型的な華やかな渦巻き模様のモチーフを組み合わせている。人間、動物、神話上の獣、ケルト族の結び目、鮮やかな色の織り交ぜられた模様が、写本を活気づけている。これらの小さな装飾要素の多くは、キリスト教の象徴性があるため、主要な挿絵をさらに強調している。
今日の写本は340枚の一葉で構成されており、表面と裏面の合計680ページがある。1953年以来、4巻にまとめられている。写本は高品質の子牛のベラムで出来ており、装飾された落し大文字と装飾画で全10ページの挿絵と文書が含まれている。インシュラー体は、少なくとも3人の写本筆写者の作品であるように見える。レタリングは没食子インクで書かれており、使用されている色はさまざまな物質に由来しており、その一部は遠方の土地から輸入されたものである。
現在は、アイルランドのダブリン大学のトリニティ・カレッジ図書館に所蔵されており、4巻のうちの2巻が常時展示されている。デジタル化されたバージョンもオンラインで見ることができる。

## 歴史

### 起源

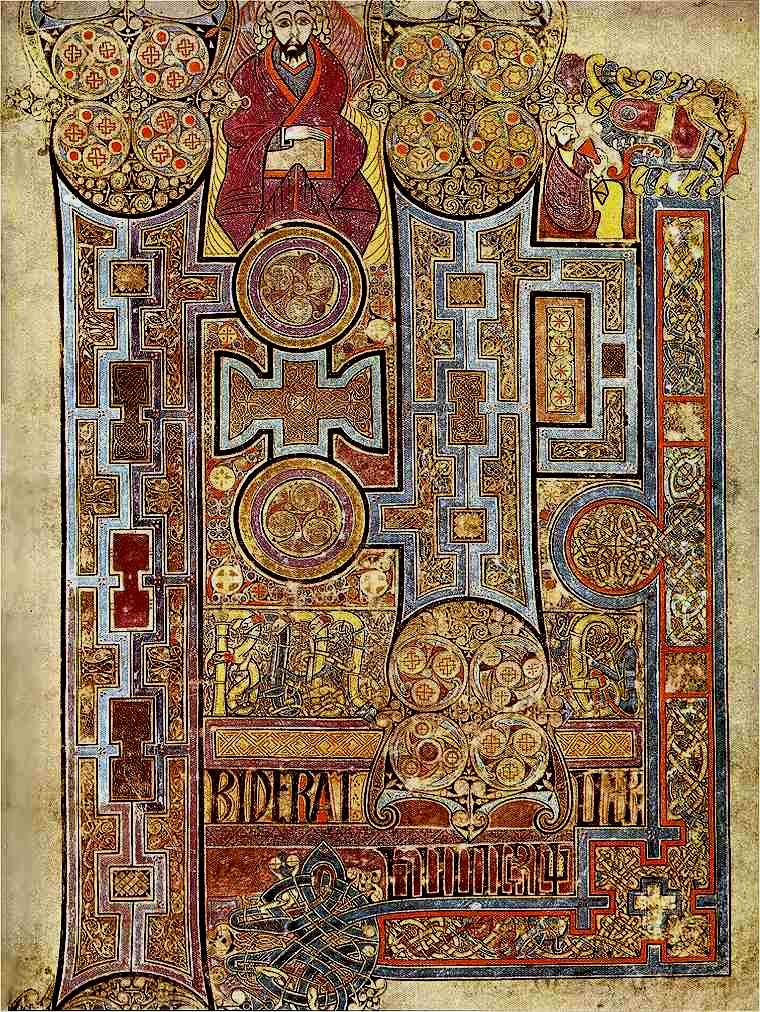
ケルズの書（一葉292r）、ヨハネによる福音書を開く豪華な装飾が施された文書（800年頃）

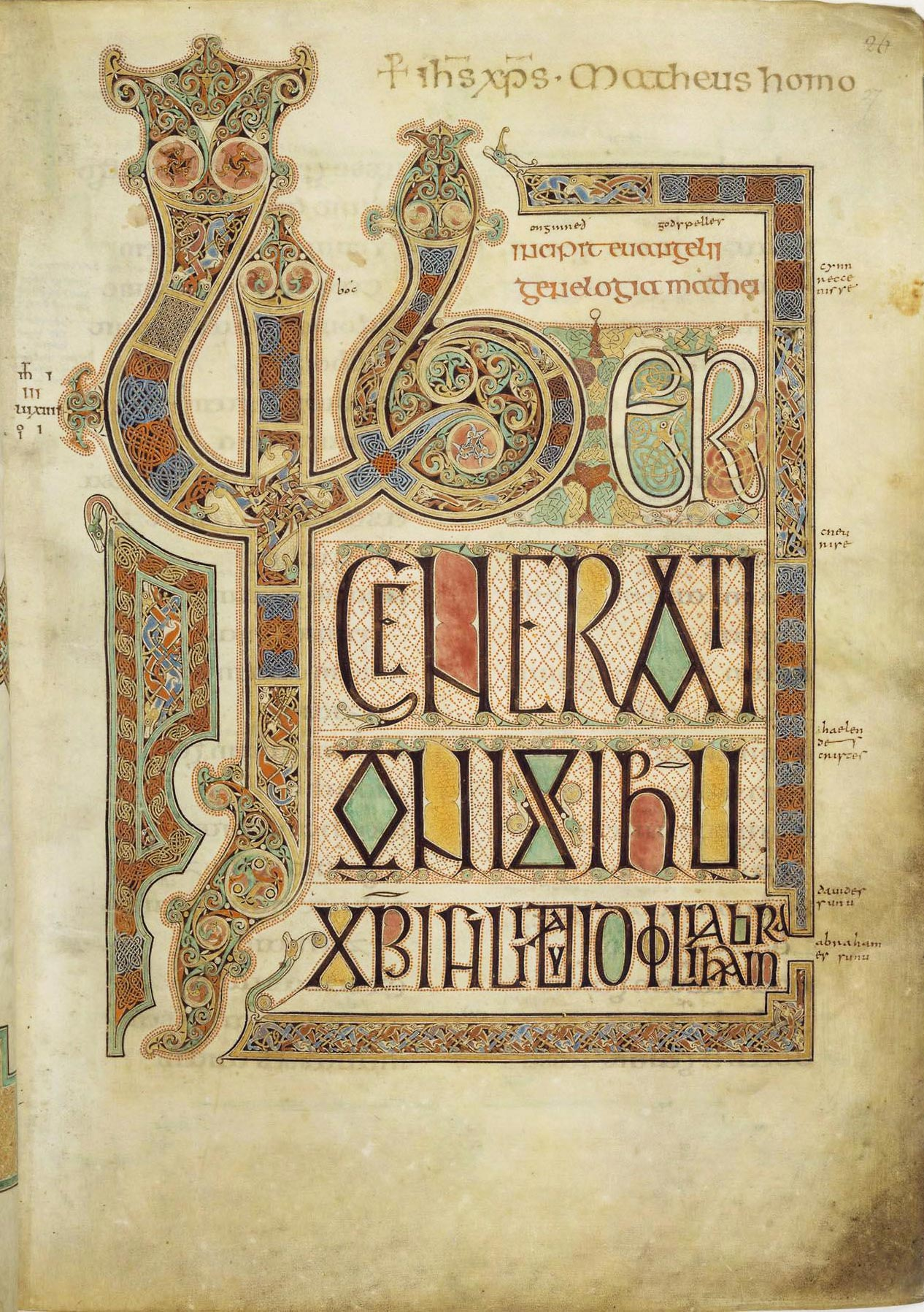
リンディスファーンの福音書の一葉27rには、マタイによる福音書のインキピットの「」が含まれている

ケルズの書は、アイルランド、スコットランド、イングランドの僧院、およびケルト宣教師またはアングロサクソンのヨーロッパ大陸の僧院で、6世紀後半から9世紀初頭にかけて制作された、インシュラー様式と呼ばれるものの中で最も優れた、最も有名な、そして最新のものの1つである。これらの写本には、聖コルンバのキャサハ、アンブロシアナ・オロシウス、ダラム・ディーンとチャプター・ライブラリの断片的な福音書（すべて7世紀初頭のもの）、ダロウの書（7世紀後半からのもの）が含まれる。8世紀初頭から、ダラムの福音書、エヒタナハの福音書、リンディスファーンの福音書（右を参照）、リッチフィールドの福音書が登場した。とりわけ、聖ガル四福音書は8世紀後半に、アーマの書（807年〜809年）は9世紀初頭に属している。
学者は、芸術様式、本書、文書の伝統の類似性に基づいて、これらの写本をまとめている。ケルズの書物の装飾は、8世紀後半から9世紀初頭のいずれかで開発された。これらの初期の写本に見られる図像学と文体の伝統の多くに従っている。たとえば、福音書のインキピットにある装飾文字の形式は、インシュラー福音書では一貫している。比較対象として、リンディスファーン福音書とケルズの書にあるマタイによる福音書のインキピットは、どちらのページも、落し大文字によって形成される外形の内側に複雑な装飾的な結び目模様が施されている。
ミーズ県のケルズにあるケルズ修道院は、アイオナ修道院から創設または再建されたもので、807年から814年に教会の奉献まで建設されていた。写本の日付と製造場所は、かなりの議論の的となってきた。伝統的に、本はコルンバ時代に制作されたと考えられている。しかし、写本が800年頃に創作されたことがわかっており、聖コルンバが2世紀前の597年に死亡したため、この考えは古書体学によって否定された。
写本の地理的な起源と完成期間については、少なくとも5つの異なる理論がある。1つ目の理論は、聖書、または文書だけがアイオナ島で制作され、ケルズで完成した可能性がある。反対に、アイオナ島で起草され、ケルズで完成された可能性もある。2つ目の理論は、アイオナ島で全て制作された、というものである。。3つ目の理論は、ケルズの写字室で完全に制作された可能性がある。4つ目の理論は、イングランド北部、おそらくリンディスファーンで制作され、アイオナ島に運ばれ、ケルズに運ばれた可能性がある。5つ目の理論は、ピクト人のスコットランドのダンケルド大聖堂、または他の修道院で制作された可能性があるが、特にピクトランドから残っている写本がないことを考えると、この理論には実際の証拠はない。制作された正確な場所については最終的には不明だが、アイオナ島で始まりケルズで続けられたという1つ目の理論が広く受け入れられている。どの理論が真実であるかに関係なく、ケルズの書がアイオナ島のコミュニティと関連したコルンバの修道士によって制作されたのは確かである。

### 中世時代

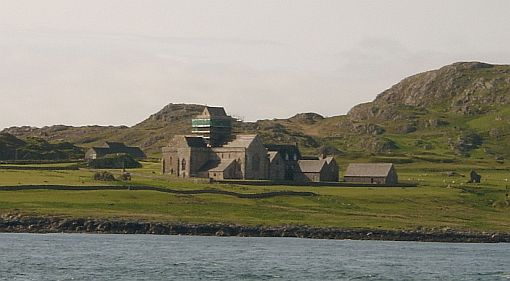
アイオナ島

ケルズ修道院は9世紀初頭に何度もヴァイキングに略奪され、ケルズの書がどのように存続したかは不明である。最も古いケルズの書の存在への言及は、『アルスター年代記』の1007年にあり、「西世界の主要な遺物であるコロンキレの偉大な福音書（コルンバ）は、鍛造された箱のせいで、夜の間にケナナスにある大きな石造りの教会の西の聖具室から邪悪に盗まれた」と記録されている。金色で宝石をちりばめたカバーが除かれた写本は、数か月後に「芝生の下」で回収された。「コロンキルの偉大な福音書」はケルズの書であると一般的に考えられている。これが正しければ、本は1007年までにケルズにあり、泥棒がその存在を知るのに長い間そこにあったということになる。カバーの激しい引き裂きは、聖書の最初と最後の数枚のページが失われたことを説明することもできる。編年体で記述されている「コロンキル」は、当時アイオナ島で制作されたと信じられていたことを示唆している。
いずれにせよ、ケルズの書は確かに12世紀のケルズにあり、ケルズ修道院が所有する土地に関連する文書がケルズの書の空白ページの一部にコピーされていた。紙が不足しているため、複製することはケルズの書と同じくらい重要であり、中世では一般的だった。
ケルズ修道院は、12世紀の教会改革により解散し、修道院教会はケルズの書が残っている教区教会に改宗した。

#### キルデアの書

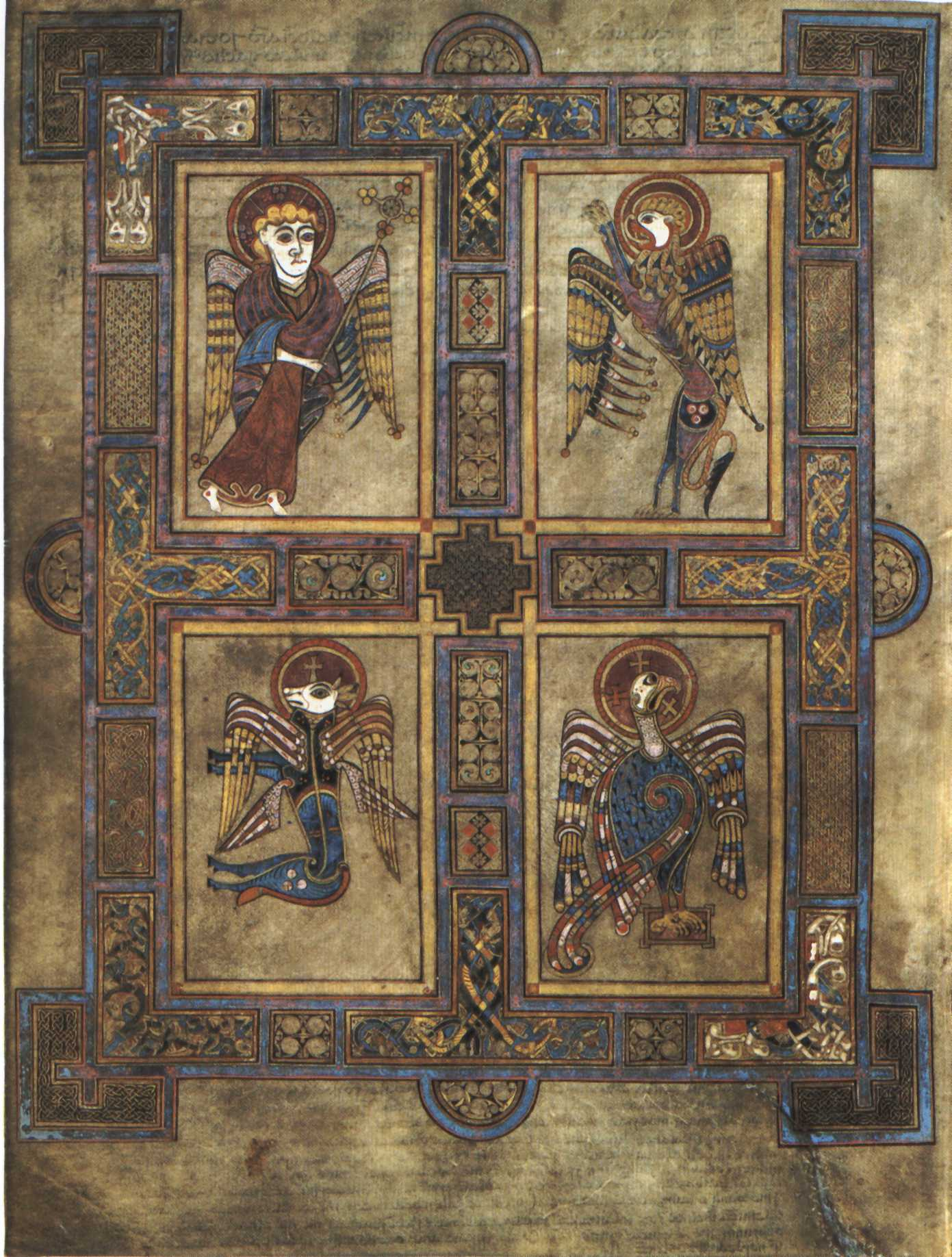
一葉27vには、福音書記者（左上から時計回りに）の象徴が含まれている

12世紀の作家ジェラルド・オブ・ウェールズは、『ヒベルニア地誌（Topographia Hibernica）』の有名な一節で、ケルズの書だと思われる四福音書をキルデアで見惚れたと説明している。この説明は確かにケルズと一致する：
この本には、ヒエロニムスによると4人の伝道者の調和が含まれており、ほとんどすべてのページにさまざまな色で区別されたさまざまなデザインがある。ここには、神々しく描かれた荘厳な顔が見える。ここには伝道者の神秘的なシンボルがあり、それぞれに翼があり、時には6つ、時には4つ、時には2つある。ここにワシ、そこに子牛、ここに男とそこにライオン、そして他のほとんど無限の形。普通の目線で表面的に見れば、それは消し跡であり、網目模様ではないと思う。細かい職人技がすべてだが、気付かないのかもしれない。それをさらに熱心に見ると、芸術の真髄にたどり着く。複雑で繊細で微妙で、結び目と繋がりがたくさんあり、とても新鮮で鮮やかな色で、これはすべて人の作品ではなく天使の作品だと言えるであろう。
ジェラルドはこの本をキルデアで見たと主張しているので、同等の質の別の聖書、あるいは自身の場所を誤って書いた可能性もある。

### 近代
ケルズの書は1654年までケルズにあり、オリバー・クロムウェルの騎兵隊はケルズの教会に四分の一が置かれ、町の支配者は保管のために聖書をダブリンに送った。イングランド王政復古の後ににミーズの司教になったヘンリー・ジョーンズは、1661年にダブリン大学のトリニティ・カレッジに写本を提出した。他の図書館や博物館への短期貸与を除いて、ケルズの書はそこに残るようになった。19世紀以来、トリニティ・カレッジの旧図書館で現在も一般公開されている。
長年にわたって、ケルズの書は文書に数々の追加を受け取った。16世紀には、ダブリンのジェラルド・プランケットの1人が、13世紀のカンタベリー大主教のスティーブン・ラングトンによって作られた分割に従って、福音書の章に一連のローマ数字を追加した。主要なイングランド国教会の聖職者ジェームズ・アッシャーは、ジェームズ6世およびジェームズ1世が彼をミーズの司教と名付けた直後の1621年に、その一葉を数え、番号を振った。
19世紀から写本が世界的に有名になった。アウグスティヌスがキリスト教と識字能力をローマからカンタベリーにもたらした同じ年に死亡した聖コルンバとの関係は、アイルランドの文化的優位を実証するために使用され、「アイルランドとローマの教会の相対的な権威についての議論において反駁できない優先順位」を提供していた。ヴィクトリア女王とアルバート公子は1849年に聖書に署名するよう招待された。聖書の芸術はケルトの復活に影響を与え、ヴィクトリア朝時代の中世の数々の装飾写本は、ケルズの書のデザインを特徴としており、広範囲に複製された。金属細工、刺繍、家具、陶器などの工芸品にパターンが現れ始めた。
何世紀にもわたって、何度か製本がなされている。19世紀の製本の際、ページの一部が切り取られ、イラストの一部が失われた。1895年に再び製本がされたが、長く持たなかった。1920年代後半までに、いくつかの一葉が完全に切り離され、本巻から切り離された。1953年に、製本家のロジャー・パウエルは4巻で写本をはね返し、膨らみを生じていたページを伸ばした。通常、2巻がトリニティ・カレッジで展示される。1つは主要な装飾ページで開き、もう1つは小さな装飾の文書のページを2つ表示するために開いている。
2000年に、マルコによる福音書を含む本はオーストラリアのキャンベラに送られ、装飾写本の展示が行われた。ケルズの書が展示のために海外に発送されたのはこれが4回目である。キャンベラへの輸送中で「マイナーな色素損傷」を負った。長時間の飛行中に、飛行機のエンジンからの振動が損傷を引き起こした可能性があると考えられている。

### 複製

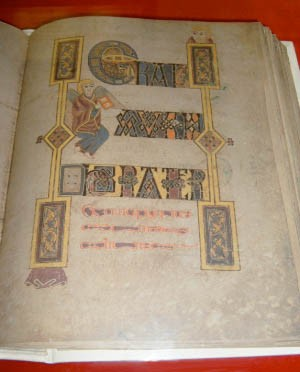
1990年のファクシミリの一葉183rに「（現在は3時間目）」と書かれている

1951年にスイスの出版社であるウルス・グラフ・ベルン出版社はケルズ書を複製した。ほとんどのページは白黒写真で再現されていたが、ページ全体の装飾を含め、48ページが完全復元された。
1979年、スイスのファクシミリ・ルツェルン出版社が、完全なカラーでファクシミリを制作することを許可するよう要求した。提案は当初、操作中に写本が損傷するのではないかと恐れていたダブリン大学トリニティ・カレッジによって拒否された。1986年に、ページに触れることなくページを伸ばして写真を撮ることを可能にする注意深い吸引装置の開発に続き、編集者は最終的に緑色の光を取得した。各ページの写真を撮影した後、元の色と注意深く比較し、複写を制作し、必要に応じて調整を行った。ファクシミリは1990年に2巻で発行され、一方ではファクシミリ本体、他方では専門家によって書かれた注釈があった。複写はケルズの聖公会によって、旧修道院の敷地に保持されている。スキャンされたすべてのページとその他の情報を含むCD-ROMも2000年に発行された。日本でも、約220万円で丸善雄松堂等で販売されていた。
1992年にウォーターフォード県トラモアに開設されたケルトワールド遺産センターには、ケルズの書の複製があり、製造には約18,000ポンドの費用が掛かった。ケルトワールドは1995年に閉館した。1994年、ダブリン大学トリニティ・カレッジの写本の管理人であるバーナード・ミーハンは、ケルズの書に110枚のカラー画像の入門小冊子を制作した。
写本のデジタルコピーは、2006年にダブリン大学トリニティ・カレッジによって制作され、DVD-ROMでトリニティ・カレッジを通じて購入できるようになった。各ページをめくる機能、一度に2つのページを表示する機能、または拡大された設定で1つのページを表示する機能が含まれていた。聖書の歴史だけではなく、特定のページに関する解説音声もあった。カテゴリーで検索することもできた。小売価格は約30ユーロだったが、販売を終了している。ファクシミリ出版社の完全復元版がトリニティ・カレッジのデジタル・コレクション・ポータルで閲覧できるようになった。

## 描写
| 節                    | 一葉                             | ページ |
| --------------------- | -------------------------------- | ------ |
| 序章                  | 1r — 27r                         | 53     |
| マタイ                | 27v — 36v 36*r — 36*v 37r — 129r | 206    |
| マルコ                | 129v — 187v                      | 117    |
| ルカ                  | 188r — 290r                      | 205    |
| ヨハネ (17章13節まで) | 290v — 339v                      | 99     |

ケルズの書には、黒、赤、紫、黄色のインクで書かれたキリスト教聖書の四福音書が含まれている。今日、340枚のベラムの紙、または一葉で構成され、合計680ページある。ほとんどすべての一葉は、左下の表ページに番号が付けられている。しかし、一葉番号36が誤って二重にカウントされているため、本全体のページ付けは次のように考慮される：1r—36v、36*r—36*v（二重にカウントされた一葉）、37r—339v。大多数の一葉は、二葉と呼ばれる、より大きな紙の一部であり、2つに折りたたまれて2つの一葉を形成する。二葉は互いの内側にはめられ、一緒に縫い合わされ、 一帖と呼ばれる集まりを形成する。場合によっては、一葉は二葉の一部ではなく、代わりに単一の紙に挿入される。現存する一葉は38分割されている。一帖あたり4〜12枚の一葉（2〜6枚の二葉）がある。一葉は通常、10枚のグループに製本されるが、必ずではない。重要な装飾ページでよくあるように、一部の一葉は1枚の紙である。二葉が折り畳まれた後、一葉には文書用に線が描画されている。刺し跡やガイドラインは、現在も一部のページで見ることができる。ベラムは高品質だが、一葉の厚さは不均一であり、革に近いものもあれば、ほとんど半透明になるほど薄いものもある。
ケルズの書の現在の寸法は330 x 250mmである。元々、一葉は標準サイズではなかったが、19世紀に再び製本がなされた時に現在の寸法に調節された。文書領域は約250 x 170mmであり、各文書ページには、16〜18行の文書がある。多くのページがこすれて繊細なアートワークに多少の損傷を被っているが、写本の年代を考慮すると良好な状態にあるといえる。この聖書は数年にわたって書写室による主要なものであったに違いないが、未完成であり、一部の装飾は線描だけである。元の原稿の約30枚の一葉が何世紀にもわたって失われたとも考えられている。アッシャーは1621年に344枚の一葉を数えたが、それまでに一部がすでに失われていた。これは、文書の隙間と一部の主要な挿し絵の欠如に基づいている。

### 内容

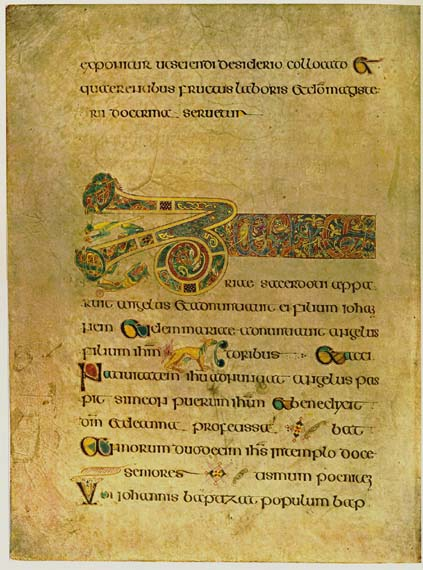
一葉19vには、ルカの『（福音の要約）』の始まりが含まれている

現存する聖書には、前付け事項、マタイ、マルコ、ルカによる福音書の全文とヨハネによる福音書17章13節が含まれている。残りのヨハネと未知の量の前付け事項は欠落しており、11世紀初頭に盗まれたときに失われた可能性がある。残りの前付け事項は、福音書に含まれるヘブライ語の名前の2つの断片的な一覧、『Breves causae（福音の要約）』、『Argumenta（福音記者の短い伝記）』、およびエウセビオスの教会法令集で構成されている。失われた前付けの一部には、リンディスファーン福音書やダロウとアーマーの書と同様に、ジェロームが教皇ダマスス1世に宛てたヒエロニムスからの手紙が含まれていると考えられている。可能性は低いが、失われた資料に、エウセビウスからカルピアヌスへの手紙が含まれていた可能性もある。この手紙では、教会法令集の使用について説明しており、すべてのインシュラー福音書のうち、リンディスファーン写本だけがこの手紙を含んでいる。

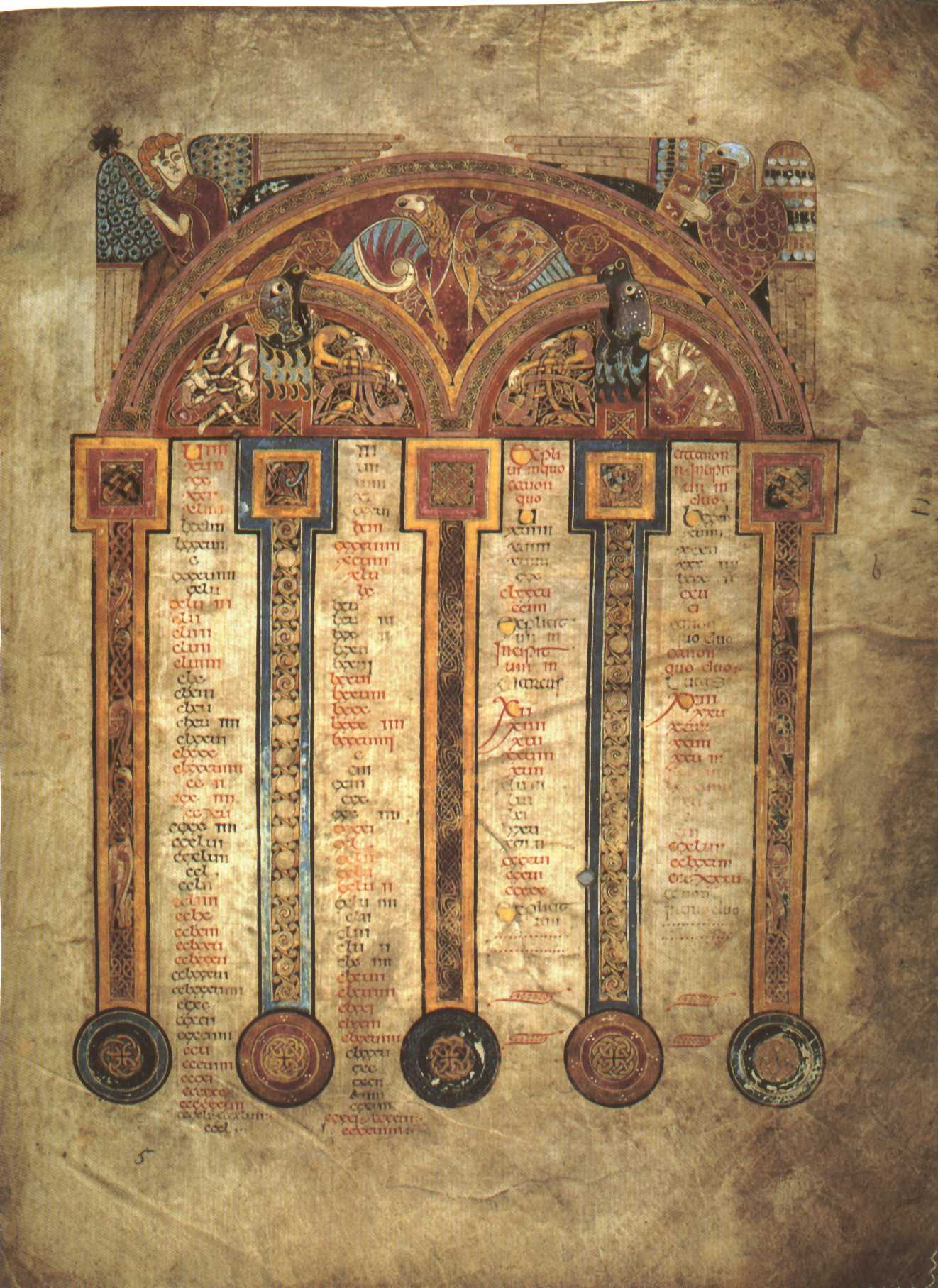
一葉5rには、教会法令集のページが含まれている

ヘブライ語の名前の一覧には2つの断片がある。1つは最初に残った一葉の表紙に、もう1つは一葉の26ページにある。現在、これはヨハネの序章の最後に挿入されている。最初の断片されている一覧には、マタイの福音書の一覧の終わりが含まれている。欠落している名前には、さらに2枚の一葉が必要になる。2番目の断片されている一覧は、一葉の26ページで、ルカの一覧の約4分の1を含んでいる。この一覧にはさらに3枚の一葉が必要である。一様26ページがある一帖の構造は、一葉の26ページと27ページの間に3枚の一様が欠落している可能性が低いため、一葉の26ページが元の場所にないことはほぼ確実である。マルコとヨハネのリストの痕跡はない。
最初の一覧の断片の後には、カイサリアのエウセビオスの教会法令集が続く。ウルガタの文書よりも前のこの法令集は、福音書を相互参照するために開発された。エウセビオスは福音を章ごとに分け、キリストの生涯劇が各福音書のどこに位置しているかを見つけることができる法令集を制作した。教会法令集は伝統的に、中世のウルガタ聖書の写本の序章に含まれていた。しかし、ケルズの書にある法令集は、筆写者が混乱させるような法令集のため、ほとんどが使用できなかった。また、本文の余白に章番号が記載されていないため、法令集が参照している部分を見つけることができなかった。見落としの理由は依然として不明である。筆写者が原稿の完成時に参照を追加することを計画しているか、ページの外観を損なわないように意図的に章番号を省略している可能性がある。
『Breves causae（福音の要約）』と『Argumenta（福音記者の短い伝記）』は、ウルガタ以前の写本の伝統に属している。『Breves causae』は、福音書の古いラテン語訳の要約であり、番号付きの章に分かれている。これらの章番号は、教会法令集の番号と同様に、福音書の文書ページでは使用されていない。章番号は古いラテン語の翻訳に対応しており、ウルガタ聖書の文書と調和させるのが困難であったため、写本が完成した場合でも、これらの番号が使用されたとは考えられない。『Argumenta』は、福音記者についての伝説の作品集である。『Breves causae』と『Argumenta』は、奇妙な順序で配置されている。最初に、『Breves causae』と『Argumenta』がマタイに、次に『Breves causae』と『Argumenta』がマルコに、次に奇妙なことに、ルカとヨハネの両方の『Argumenta』に続いて、『Breves causae』が来る。ダロウの書にもこの異常な順序が見られる。リンディスファーンの福音書、アーマの書、エヒタナハ福音書などの他のインシュラー写本では、各福音書は個別の作品として扱われ、その前に前付けがある。ケルズでは、ダロウの書で見つかった『Breves causae』と『Argumenta』の順序が忠実に繰り返されたため、学者のトーマス・キングスミル・アボットは、ケルズの筆写者がダロウの書または共通のモデルを持っているという結論に達した。

### 文書
ケルズの書には、ウルガタに基づく四福音書の文書が含まれている。ただし、ウルガタの複写は含まれていない。ヒエロニムスの文書の代わりに古いラテン語の翻訳が使用されているウルガタとは、数々の相違点がある。そのような変形はすべてのインシュラー福音書に共通だが、手本ではなく記憶に依存していたため、さまざまなインシュラーの文書の間で変化のパターンがあるようには見えない。

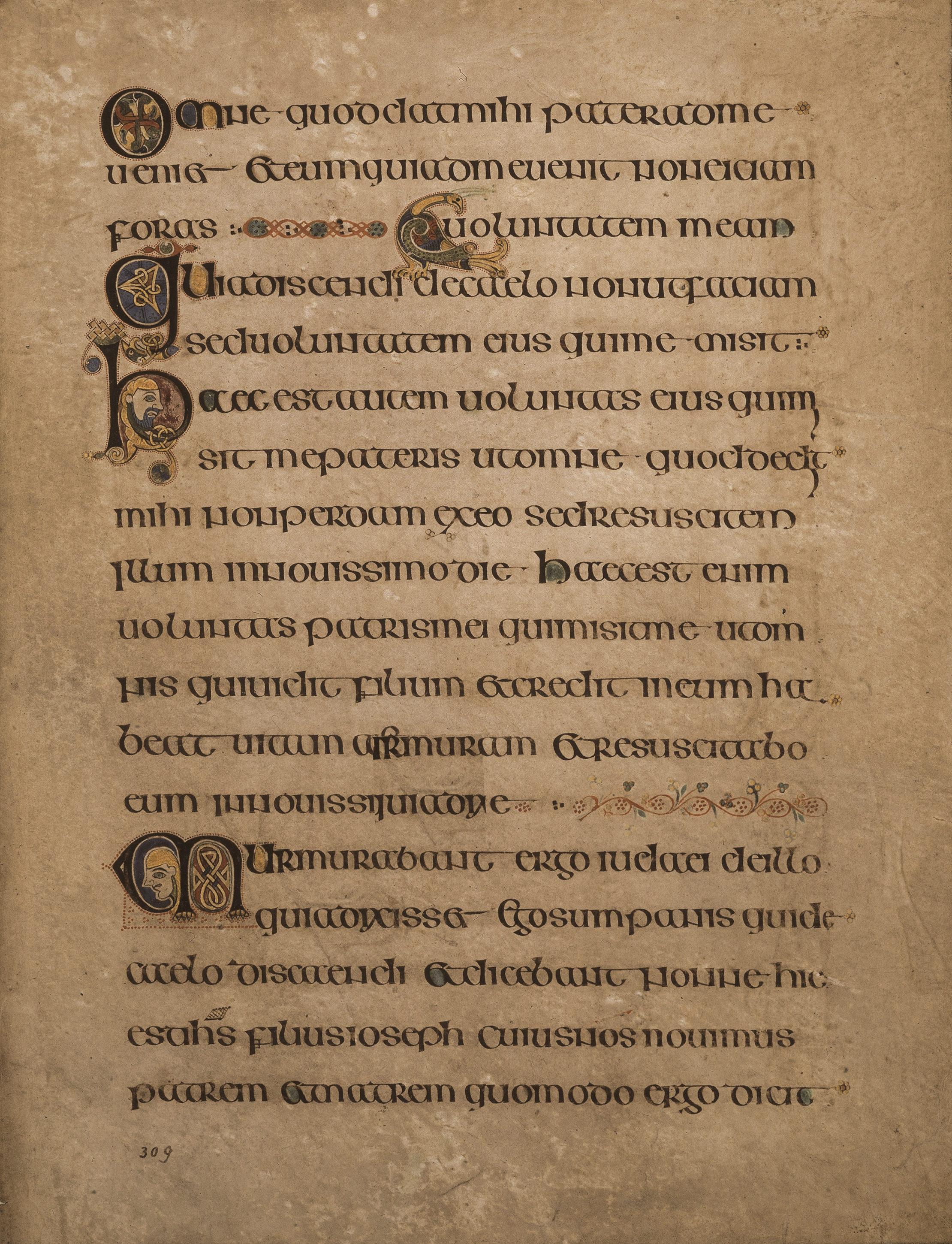
一葉309rには、「ハンドB」として知られている筆写者によってインシュラー大文字で書かれたヨハネによる福音書からの文書が含まれている

写本は、主に大文字で書かれており、わずかな小文字（通常はe、またはs）もある。文書は通常、ページ全体で1つの長い行に書き込まれる。歴史家のフランソワーズ・ヘンリーは、この写本で少なくとも3人の筆写者を特定した。これらを、「ハンド（手）A」、「ハンドB」、「ハンドC」と名付けた。ハンドAは、1から19vまでの一葉、276から289までの一葉、307から307までの一葉を担当した。ハンドAは、ほとんどの場合、西欧共通の茶色の没食子インクで1ページあたり18行または19行を書き込んでいる。ハンドBは、19rから26と124から128までの一葉に現れる。ハンドBは、極小を使用する傾向がやや大きく、赤、紫、黒のインクを使用し、ページあたりの行数は可変である。ハンドCは文書の大部分に見られる。ハンドCもハンドAよりも極小を使用する傾向があり、ハンドAと同じ茶色がかった没食子インクを使用し、ほとんどの場合、ページごとに17行を書き込んだ。

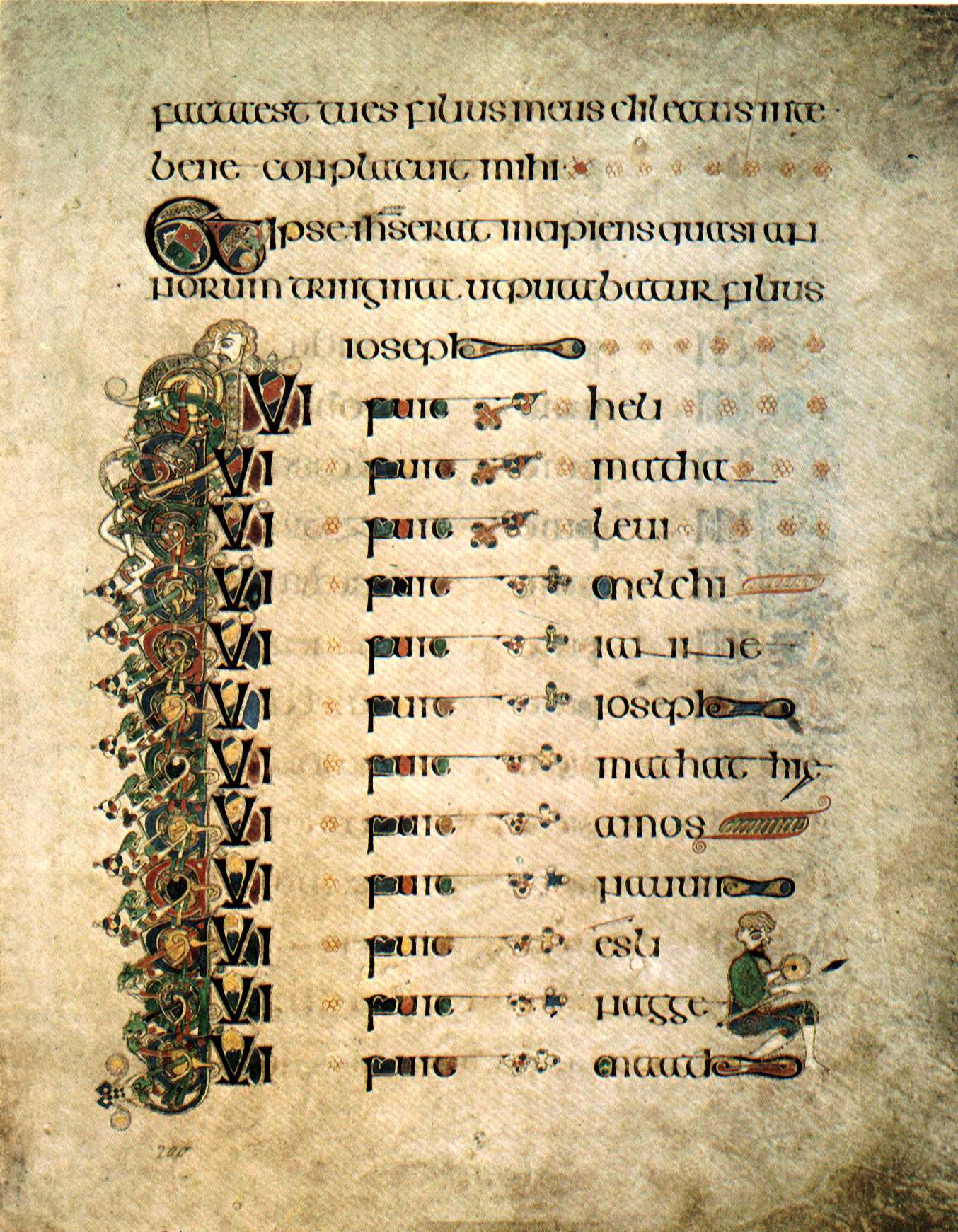
一葉200rは、5ページにわたるルカのイエスの系図から始まる

#### 誤記と偏差
文書と受け入れられた福音書の間には若干の誤記がある。ルカによる福音書3章23節から始まるイエスの系図では、ケルズは追加の祖先を指名している。マタイによる福音書10章34節では、一般的な翻訳には「わたしは、平和をもたらすために来たのではなく、剣をもたらすために来たのです」と書かれている。しかし、写本は「gaudium（喜び）」を読むべきところを「gladium（剣）」と読んでしまったため、正しくは「わたしは、平和をもたらすために来たのではなく、喜びをもたらすために来たのです」と解釈される。ヨハネによる豪華な装飾が施された福音の冒頭のページは、ジョージ・ベインによって「In principio erat verbum verum（始めに御言葉ありき）」と解読されていた。したがって、開始点は、ローマの単なる複写ではなく、ギリシャ語の原文「λογος」のラテン語への翻訳だった。

### 装飾

#### 色
文書には多くの全面のミニアチュールがあり、小さい塗装の装飾が文書全体に描かれている。モーブ、赤、ピンク、緑、黄色など、幅広い色のパレットを使用している。初期の写本は、パレットの幅が狭くなる傾向があり、ダロウの書は4色のみを使用している。金箔や銀箔は使用されていなかった。挿し絵の顔料には、赤と黄色の黄土色、緑の銅色の緑青、藍色、場合によってはラピスラズリが含まれていた。これらは地中海地域から、ラピスラズリの場合は北東アフガニスタンから輸入されたであろう。ラピスラズリの存在は、長い間、写本の制作に必要な多大なコストの証拠と考えられてきたが、最近の顔料の調査では、ラピスラズリが使用されていないことが示されている。

#### 装飾写本
豪華な装飾写本は、他のどの存続するインシュラー福音書よりもはるかに優れている。2つの福音記者の肖像画、4つの福音書記者を含む3ページ、カーペット・ページと呼ばれる抽象文様で埋め尽くされたページ、聖母子のミニアチュール、キリストのミニアチュール、そしてキリストの捕縛のミニアチュールと荒野の誘惑のミニアチュールがある。各福音書の最初の文字のページを含む、装飾された文書の13ページが残っている。教会法令集の10ページのうち8ページは、広範囲にわたる装飾が施されている。現在失われているミニアチュールや装飾された文書の他のページがあった可能性は非常に高い。これらの主要なページに加え、文書全体に多数の小さな装飾と装飾されたイニシャルがあり、実際に2ページのみ装飾がない。

#### ミニアチュール

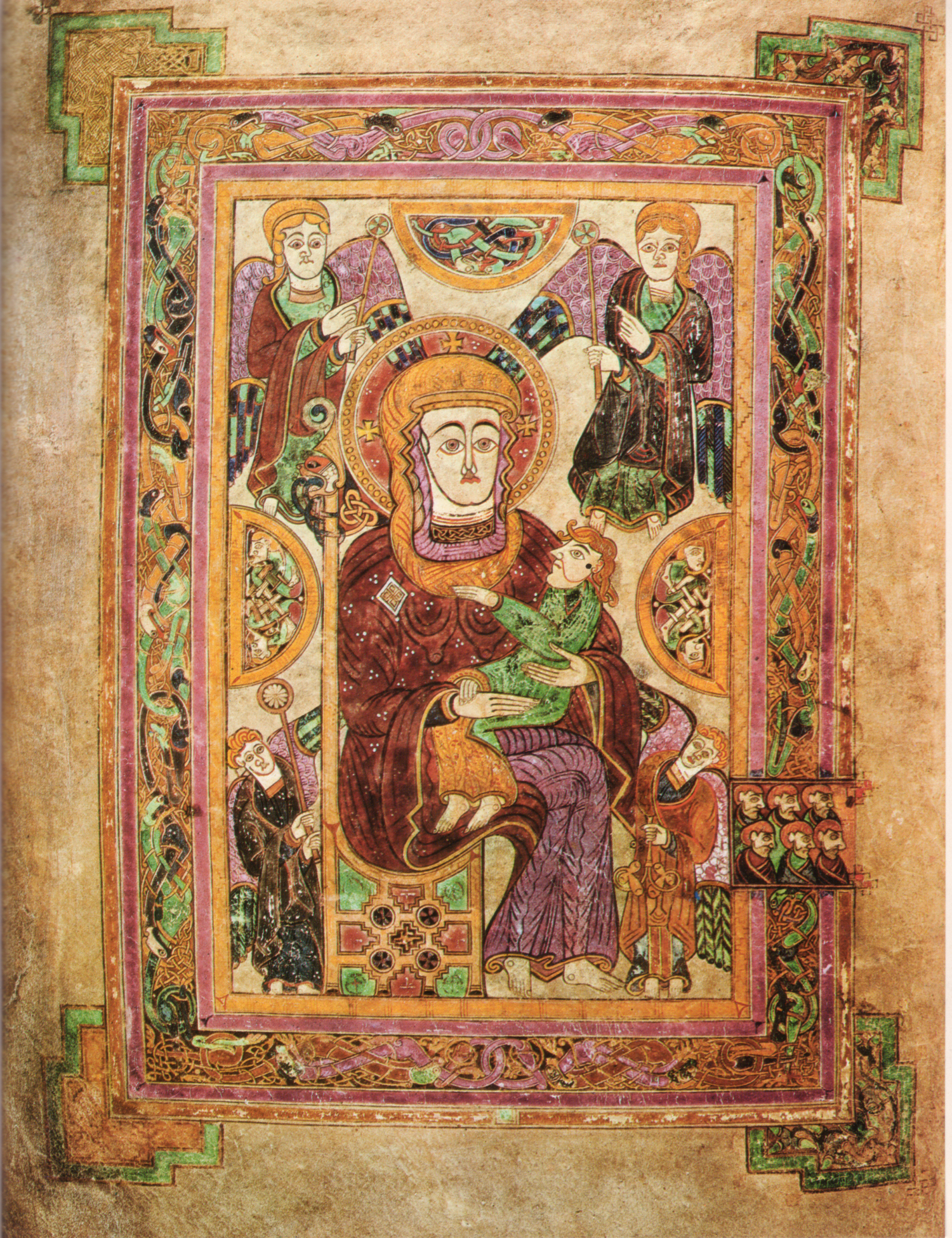
一葉7vには、聖母子像が描かれており、西洋写本の中で最も古い現存する聖母マリア像である

写本の現存する一葉は、ヘブライ語名の用語集の断片から始まり、一葉の1rの左側の列を占めている。4つの福音書記者のミニアチュールは、現在は削り取られており、右側の列を構成している。ミニアチュールは、調べるために本を90度回転させる必要がある向きになっている。4つの福音書記者は、聖書全体にわたっている視覚的なテーマである。ほとんどの場合、4つの福音書の福音の一致の教義を強調するために一緒に表示される。
前付けは、聖母子とナザレのイエス（一葉7v）によって始まる。このミニアチュールは、西洋写本で初めて聖母マリアが描かれたものである。マリアは正面と4分の3のポーズの奇妙な組み合わせで描かれている。698年の聖カスバートの棺桶に刻まれた図解と文体的に類似している。
聖母子のミニアチュールは文書の最初のページに面しており、マタイの『Breves Causae（福音の要約）』の始まりの適切な序文である。これは、ベツレヘムでの『Nativitas Christi in Bethlem（ベツレヘムでのキリストの誕生）』で始まる。『Breves Causae』の文書の最初のページ（一葉8r）は装飾され、精巧な枠に収められている。左のミニアチュールと右の文書の組み合わせは、こうして序文への非常に活発で鮮やかな入り方を構成する。前付けの各部分の最初の行は拡大されており、装飾されている（ルカの『Breves Causae』については上記を参照）。しかし、マタイの『Breves Causae』と同じ装飾の扱いほどではない。

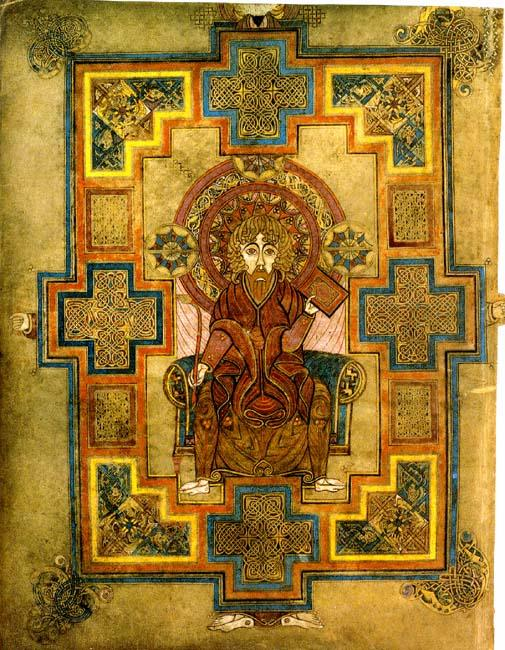
一葉291vには、福音記者ヨハネの肖像画が含まれている

ケルズの書は、各福音書が非常に精巧な前付け装飾を持つように設計された。各福音書は最初、4つの福音書記者を含む全面のミニアチュールで始まり、その後に空白のページが続き、精巧な装飾が施された最初の行に面して、関係する福音記者の肖像画がある。マタイによる福音書には、マタイの肖像画（一葉28v）と福音主義の象徴のページ（一葉27r、上記を参照）の両方が保持されている。マルコによる福音書には、福音記者の肖像画はないが、福音主義の象徴のページは残っている（一葉129v）。ルカによる福音書には、肖像画と福音主義の象徴のページの両方がない。ヨハネによる福音書は、マタイによる福音書と同様に、肖像画（一葉291v、右を参照）と福音主義の象徴のページ（一葉290v）の両方がある。マルコとルカの肖像画とルカの象徴のページは一度存在していたが失われていると考えられている。各福音書の前にある4つの福音書記者は印象的であり、福音書の一致の福音を強化することを目的としている。

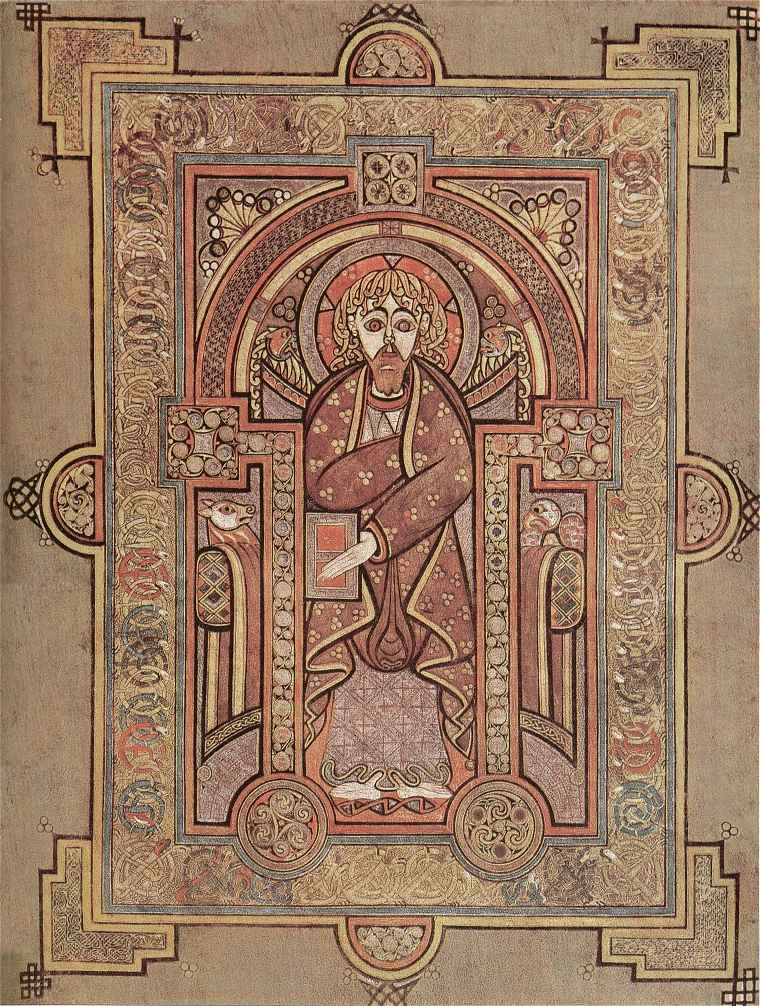
マタイの像（一葉28v）
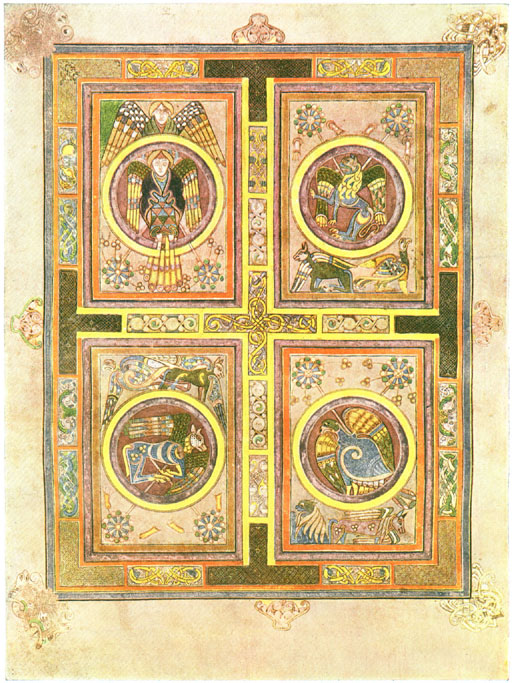
マタイの象徴（一葉129v）
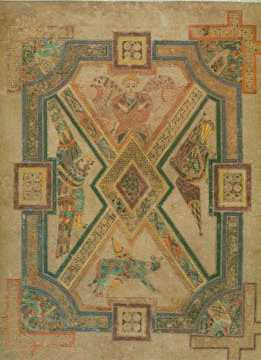
ヨハネの像（一葉290v）

ケルズの書には、受難劇を示す2つの全面ミニアチュールが含まれている。マタイの文書は、キリストの捕縛が一葉114rの全面を彩飾で描かれている。様式化されたアーケードの下に2人の小さい人物がイエスを抱いている。ルカの文書には、荒野の誘惑の一葉202vの全面ミニアチュールがある。神殿の上に腰から上のキリストが描かれている。右側には、弟子だと思われる人々の群れがあり、左と下には黒い悪魔の姿がある。また、上に二人の天使がいる。
キリストの捕縛を含む一葉の裏側には、「Tunc dicit illis」で始まる装飾された文書の全面ページがある。荒野の誘惑のミニアチュールに面しているのは、装飾された文書の別のページである（一葉203r「Iesus autem plenus」）。このページに加え、他の5つのページも同様の装飾がある。マタイには、一葉124rの「Tunc crucifixerant Xpi cum eo duos latrones」という1つの全面ページがある。マルコによる福音書には、一葉183rの「Erat autem hora tercia」と一葉187vの「[Et Dominus] quidem [Iesus] postquam」の2ページの装飾された文書も存在する。ルカによる福音書には、一葉188vの「Fuit in diebus Herodis」と一葉285rの「Una autem sabbati valde」の2ページの装飾された文書が含まれている。これらの文書に関連付けられたミニアチュールはないが、ミニアチュールが各文書に付随するように計画されており、失われたか、完成していない可能性がある。

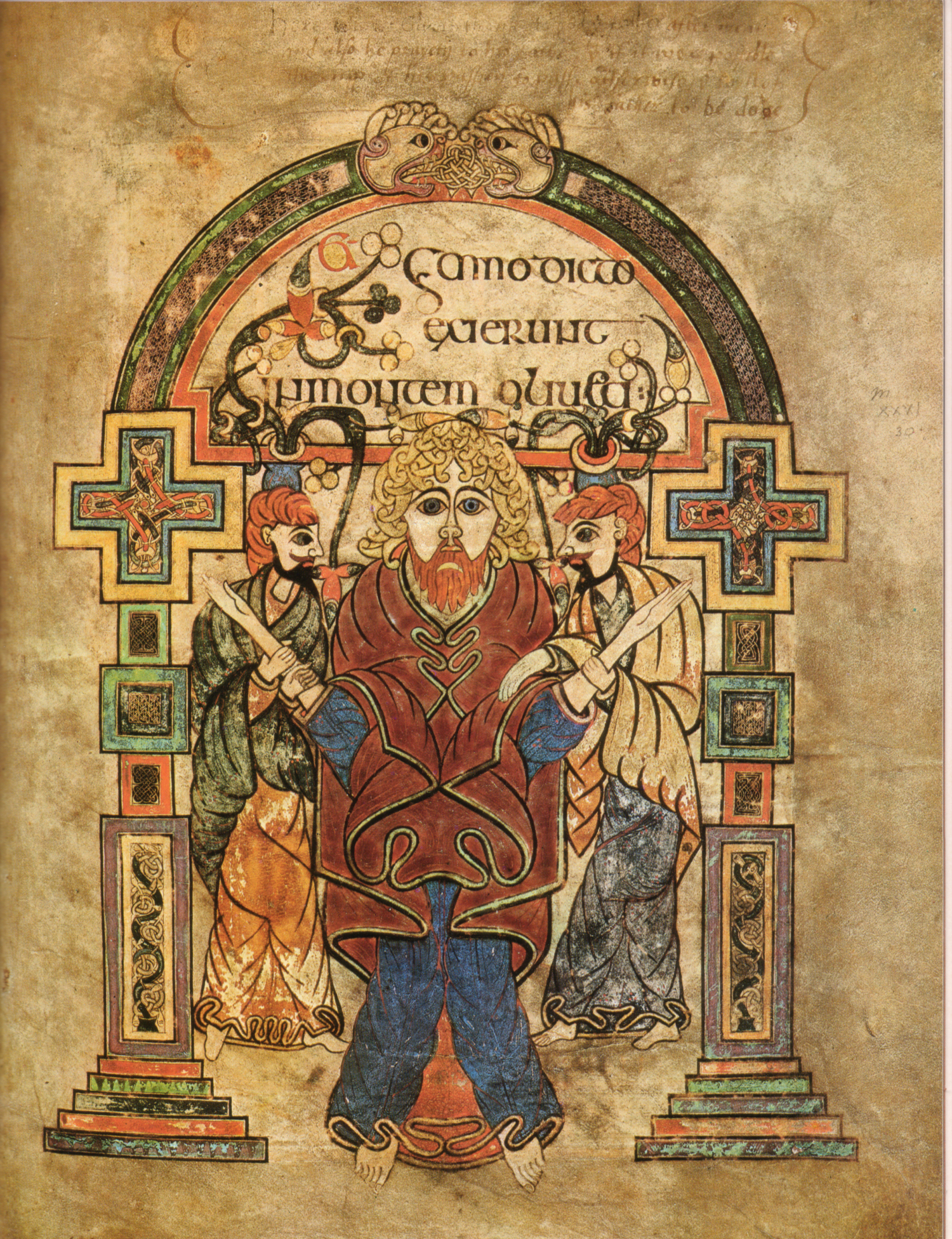
キリストの捕縛（一葉114r）
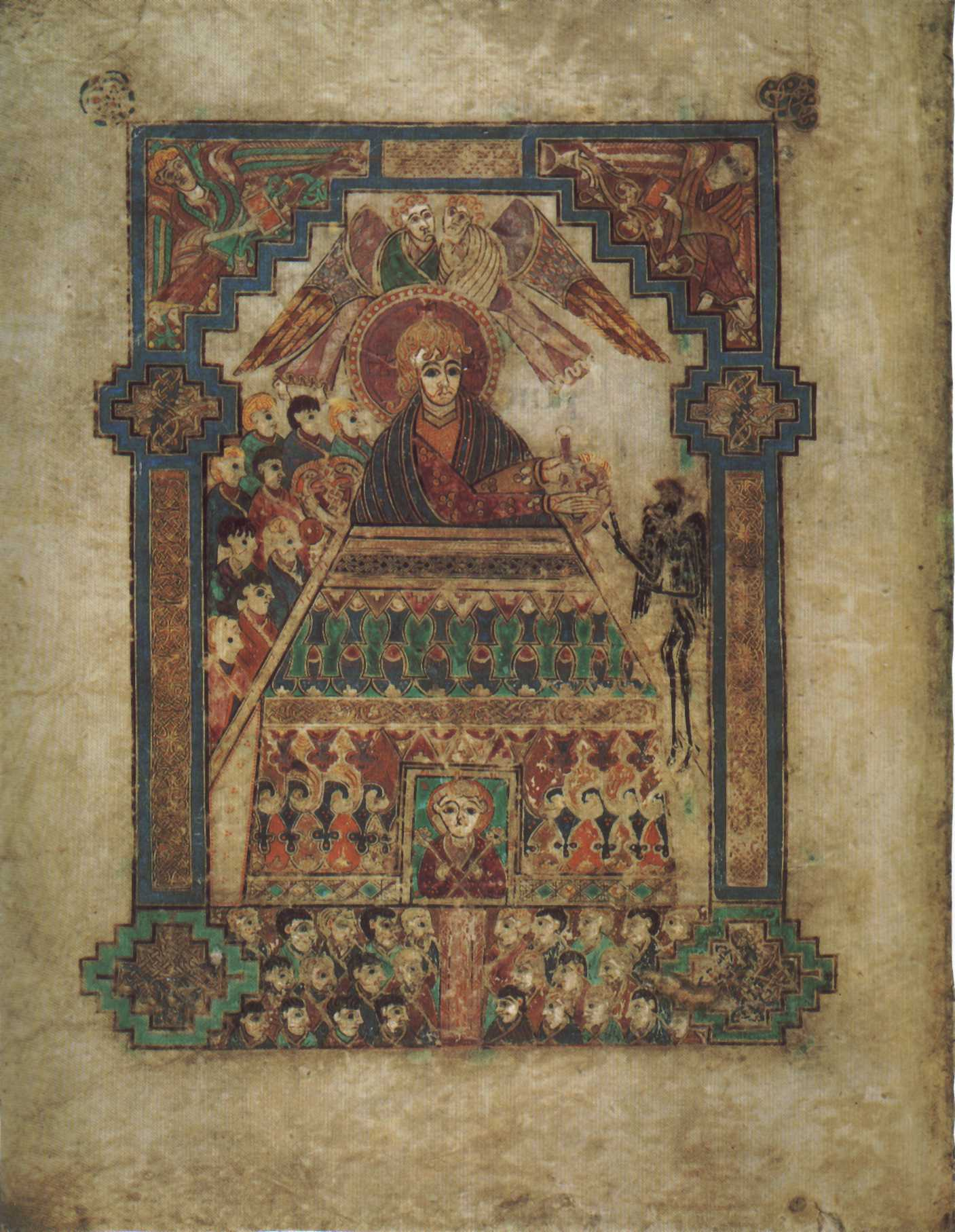
荒野の誘惑（一葉202v）

#### 教会法令集

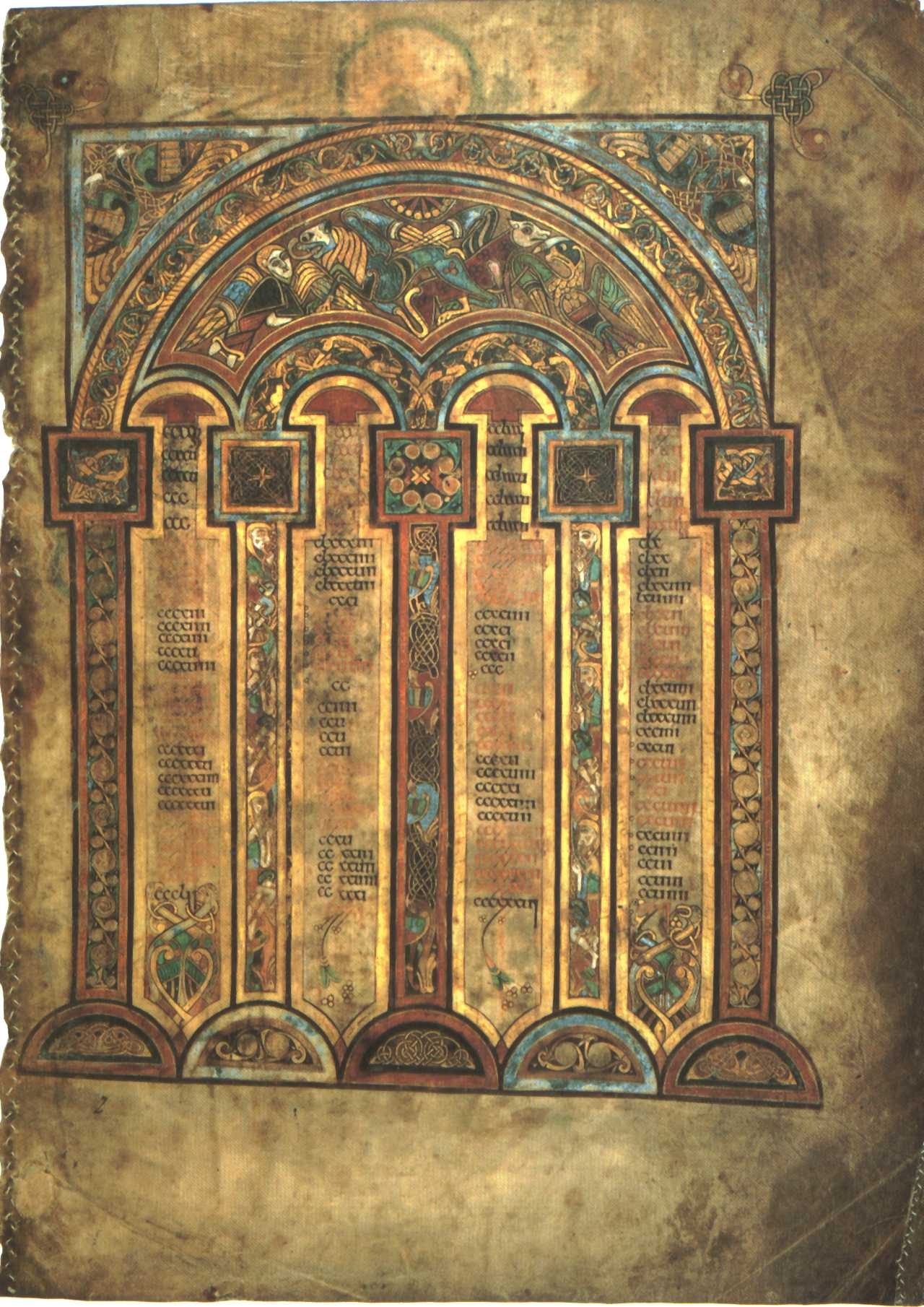
一葉2rには、教会法令集の1つが含まれている

福音書の統一は、エウセビアの教会法令集の装飾によってさらに強調される。法令集自体は、福音書からの対応する箇所を整理することにより、本質的に福音書の統一を示している。エウセビアの教会法令集は通常、12ページ必要である。ケルズの書では、写本の筆写者は12ページ（一葉1vから7r）を計画していたが、不明な理由により、10ページまでに減らし、一葉6vと7rを空白のままにした。この結露により、教会法令集は使用できなくなった。最初の8ページの装飾は、地中海の初期の福音書に大きく影響されている。法令集をアーケードで囲むのが伝統的だった。ケルズの写本はこの模様をインシュラー精神で表現しており、アーケードは建築要素としてではなく、インシュラー装飾で様式化された幾何学模様になる。4つの福音書記者は、アーチの下と上を占めている。最後の2つの教会法令集はグリッドで表示される。この表示法はインシュラー写本に限定され、ダロウの書で最初に見られた。

#### 装飾写本のインキピット

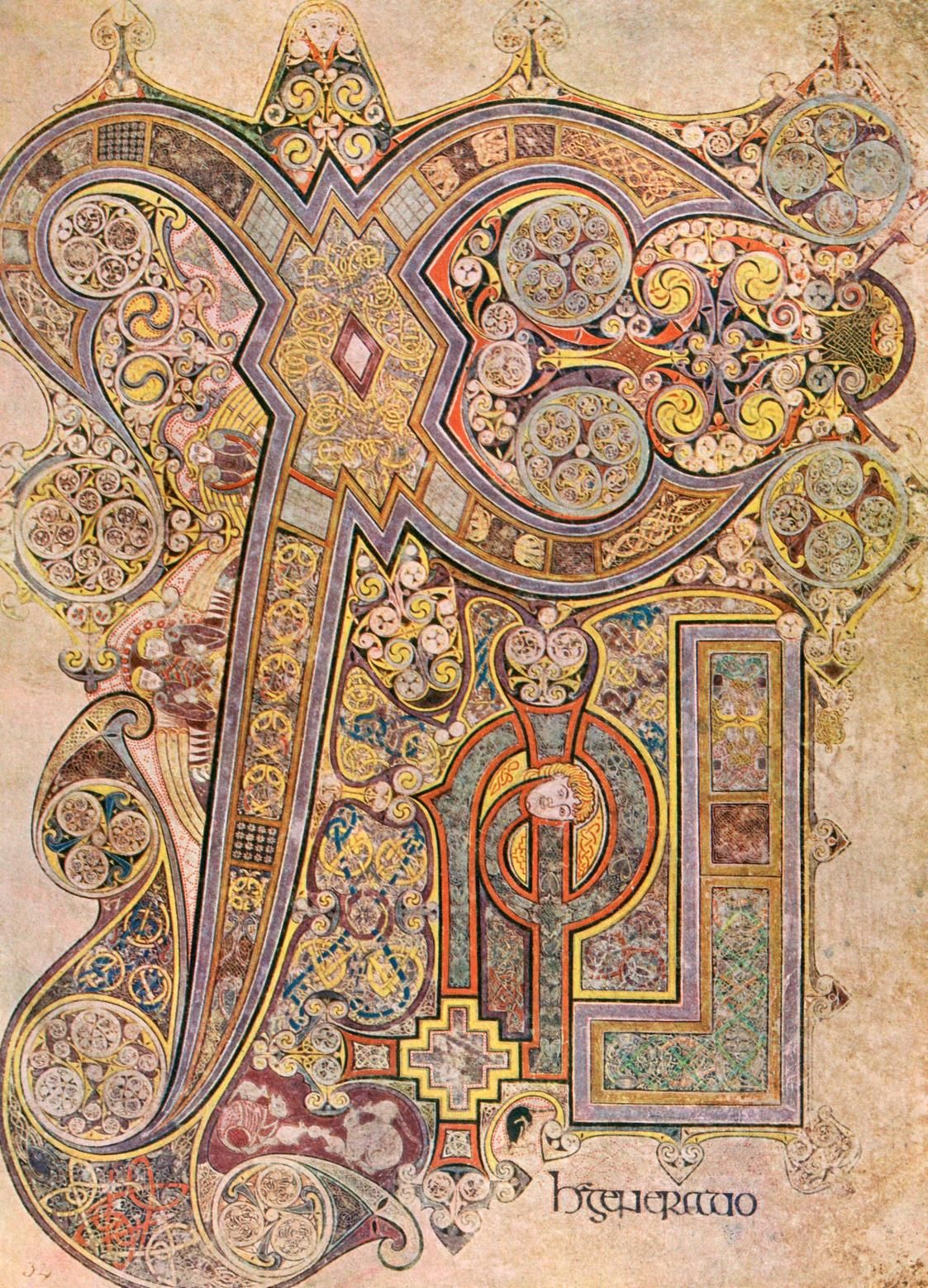
一葉34rには、キリストを意味するギリシア文字の「（カイ）」と「（ロー）」のモノグラムが含まれている

各福音書の冒頭の一部の言葉の装飾は豪華である。非常に精巧であり、文書自体はほとんど判読できない。一例として、マタイの最初のページ（一葉29r）がある。このページは「Liber generationis（世代の書）」の2つの単語のみで構成されている。「Liber」の「Lib」は、ページ全体を支配する巨大なモノグラムに変わる。「Liber」の「er」は、「Lib」モノグラムの「b」内の交錯した飾りとして描かれている。「Generationis」は3行に分割され、ページの右下の四分円の精巧な枠に含まれており、全体の集まりは精巧な境界線の中に含まれている。
枠と文字自体は、精巧な動物型の螺旋と結び目でさらに装飾されている。マルコの冒頭の言葉、「Initium evangelii（福音の始まり）」、ルカの冒頭の言葉、「Quoniam quidem multi」、ヨハネの冒頭の言葉、「In principio erat verbum（初めに言葉があった）」はすべて同様の装飾が施されている。
マタイによる福音書は、イエスの系図から始まり、マタイ1章18節で、キリストの生涯が始まる。この「第2の始まり」は、多くの初期の福音書で強調されていたため、しばしば別々の作品として扱われていた。第2の始まりはキリストという言葉で始まり、ギリシア文字の「Χ（カイ）」と「Ρ（ロー）」は、中世の写本で「キリスト」という言葉を短縮するために使用されていた。インシュラー福音書では、最初の「ΧΡ（ラバルム）」モノグラムが拡大され、装飾された。ケルズの書では、この第2の始まりには、個々の福音書の前置きと同じ装飾が与えられた。一葉32vには、キリストが即位したミニアチュールがある。これは失われた福音記者の肖像画の1つであると主張されているが、図像は現存する肖像画とはかなり異なり、現在の学問はこのミニアチュールのこの識別と配置を受け入れている。
ケルズの書では、「ΧΡ」のモノグラムが一葉34rのページ全体を占めている。「Χ（カイ）」の片腕がページの大部分にわたって急降下しており、ページ全体を埋め尽くしている。「Ρ（ロー）」は、「Χ」の腕の下に寄り添っている。両方の文字は、結び目や他のパターンで豪華に装飾された仕切りに分割されている。背景も同様に、渦巻く結び目の装飾の集合体に溢れている。この装飾の塊の中に隠された動物や昆虫がある。3人の天使は、「Χ」の腕の1つから生まれている。このミニアチュールは、インシュラー福音書で最も大きく、最も豪華な現存する「ΧΡ」モノグラムであり、ダロウの書から始まった伝統の集大成である。

#### 文書装飾

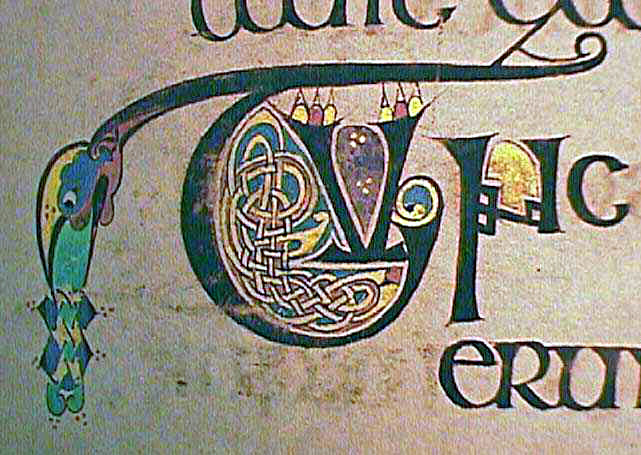
ケルズの書の装飾写本のひとつ

本の装飾は主要なページに限定されていない。文中に散らばっているのは、装飾されたイニシャルと動物や人間の小さな人物像であり、しばしばねじれて複雑な結び目に結びついている。主の祈りなど、数々の文書がイニシャルを装飾している。マタイによる福音書（一葉40v）の至福の教えの文書を含むページには、ページの左余白に沿って大きなミニアチュールがあり、各行を開始する文字の「B」が華やかな鎖に結ばれている。ルカによる福音書（一葉200r）にあるキリストの系図には、似たようなミニアチュールが含まれており、「qui」という単語が左余白に沿って繰り返し結ばれている。文書全体に散在する小動物の多くは、「経路の曲がり目」、つまり元の線の上または下のスペースで線が終了するところをマークするのに役立つ。他の多くの動物は、行の終わりに残ったスペースを埋めるために役立つ。これらの設計の2つが同じであることはない。これほどまでに大量の装飾が施された、以前の残った写本はない。

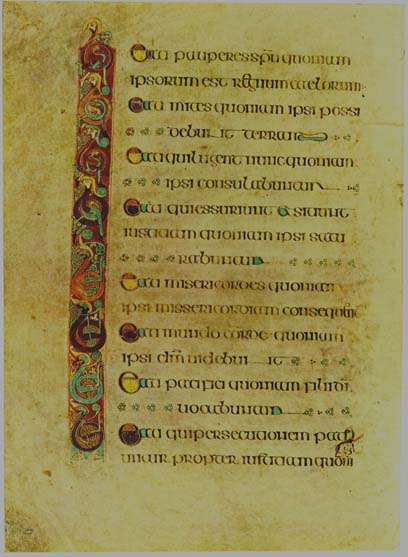
至福の教え（一葉40v）
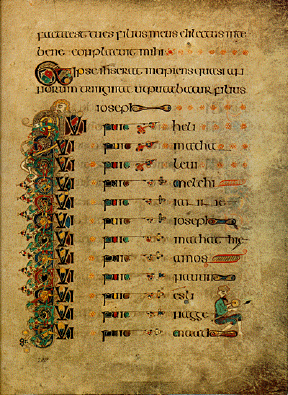
キリストの系図（一葉200r）

## 目的
ケルズの書は教育目的というよりはむしろ秘跡を持っていた。壮大で豪華な福音書は教会の大きな祭壇に残され、ミサの間に福音の節を読むためだけに使われた。しかし、司祭が実際に読んでいたのではなく、単に暗唱した可能性がある。『アルスター年代記』が、修道院の蔵書からではなく、容器やその他の典礼付属品が保管されていた聖所で行われていた。その設計はこの目的を念頭に置いているようである。つまり、聖書は実用性よりも外観を優先して制作された。本文には多くの未修正の誤りがあり、上の行の空白スペースに行が完成することがよくあった。教会法令集を使用可能にするために必要な章の見出しは、ページの余白に挿入されなかった。一般的に、ページの外観を乱すことは何も行われず、美学は実用性よりも優先された。

## 映画
2009年のアニメーション映画『ブレンダンとケルズの秘密』は、ヴァイキングの襲撃に直面し、写本に取り組むのに苦労している年配の修道士エイダンと彼の若い弟子ブレンダンがケルズの書を制作しているという架空の物語である。トム・ムーアとノラ・トゥーミーによって監督され、第82回アカデミー長編アニメ映画賞にノミネートされた。